# Хютт, Пинхас
Пинхас (Филип) Хютт (в русских источниках встречается написание Хутт; ивр. פנחס פיליפ היט‎, нем. Pinhas (Philip) Hütt, 1888, Львов, Галиция — 1949, Израиль) — австрийский и израильский архитектор. Занимал должность городского архитектора в муниципалитете Тель-Авива.

## Биография

Открытка 1930 года со зданием Пинхаса Хютта (второе здание справа)

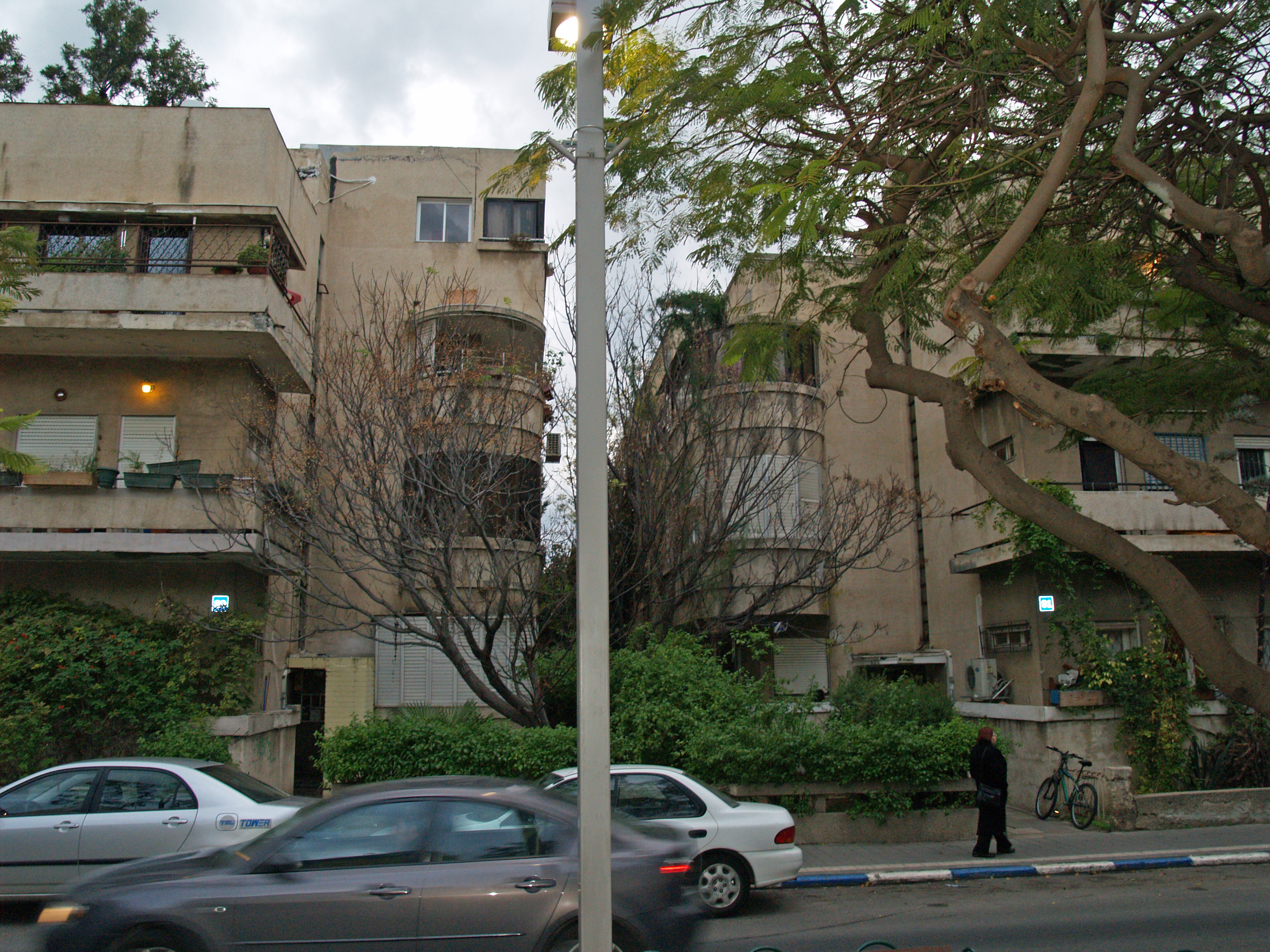
Здание Ицхаки. Архитектор Пинхас (Филип) Хютт. (1933). Здание состоит из двух частей (на фотографии правой и левой)

Пинхас родился в 1888 году в Лемберге (ныне Львов), в семье художника Германа Хютта (Herman Hütt).
Изучал архитектуру в Политехникуме в Черновцах (ныне — Украина), начал свой бизнес во Львове, Галиция. Будучи уже квалифицированным архитектором, поехал в Веймар, Германия (англ. Weimar, Germany) для учёбы в Баухаузе (англ. Bauhaus), поскольку идеи этой школы отвечали его архитектурным чаяниям.
В 1925 году он был приглашён в Еврейский университет в Иерусалиме. Полюбил страну, вернулся во Львов, закрыл свой бизнес и репатриировался в Палестину. Вместе со своим одноклассником Яковом Братлером (по другим источникам Бертелером) (англ. Jacob Bratler) открыл общую фирму с отделениями в Хайфе и в Тель-Авиве (по адресу ул. Нахмани № 23). Позже они разделились, и он создал свою контору в Тель-Авиве.
Для работ Хютта, спроектированных в 1920-е годы, характерен эклектичный стиль, в то время как позже, с начала 1930-х годов, в его творчестве проступают отчётливо модернистские черты. Для творчества этого периода характерен мягкий динамизм линий и далеко выступающие скруглённые балконы; типичным примером может служить дом Миренбурга (ул. Ховевей Цион, 65 в Тель-Авиве). Здание Ицхаки (англ. Yitzhaki House) по ул. Ротшильд 89-91 (построенное в 1933 году) описывается во многих туристических путеводителях, так как стало достопримечательностью города.
Умер Пинхас Хютт в возрасте 61 года. Похоронен на кладбище Нахалат Ицхак.
Многие молодые архитекторы Эрец-Исраэль (Давид Молдави, Дорон Аарон, И. Клугерман) начали свою карьеру в фирме Пинхаса Хютта. Его творчество и по сей день изучается в университетах Израиля. И даже сейчас, спустя более полувека со дня его смерти, его имя упоминается в ведущих газетах Израиля, таких как «ха-Арец», «Едиот Ахронот» и др.

## Семья
- Отец — Херман Цви Хютт
- Жена — Хава Пиговски (с женой познакомился на корабле, на котором приплыл в Палестину. Поженились в 1927 году)

## Избранные реализованные проекты
- Павильон «Восточной ярмарки» (находился на том месте, где ныне старый Центральный вокзал)
- Синагога в Мазкерет-Батье (1927)
- Здание Ицхаки (англ. Yitzhaki House) — ул. Ротшильд 89-91 (1933)[9]
- Жилой дом по ул. Геула № 45 в Тель-Авиве
- Жилой дом по ул. Бялик № 9 в Тель-Авиве
- Дом Миренбурга (1935; по другим источникам 1936[10]) по улице Ховевей Цион № 65 в Тель-Авиве
- Здание Огена — дом № 23 по ул. Пинскер в Тель-Авиве (1936)[10]

## Организации
- Член Ордена вольных каменщиков[2]

## Открытки
- В 1930 году выпущены открытки со зданием, построенным архитектором Пинхасом Хюттом.
- В 1993 году выпущены открытки с изображением здания Огена, спроектированного архитектором Пинхасом Хюттом. International Style architecture in Tel Aviv and Jerusalem[11]